# The House of the Rising Sun
«The House of the Rising Sun» (з англ. Дім Сонця, що сходить) — народна американська пісня, балада; іноді називається також «Блюз Сонця, що сходить» (англ. Rising Sun Blues). Дія пісні відбувається в Новому Орлеані. У виконанні британської групи The Animals ця пісня займала перші рядки хіт-парадів як США, так і Великої Британії в 1964 році. Версія The Animals увійшла (під № 123) в Список 500 найкращих пісень усіх часів журналу Rolling Stone (2004).

## Первісна і ранні версії
Існує безліч варіантів пісні, в яких значно варіюється сюжет. У всіх варіантах герой оповідає про те, як занапастив своє життя в будинку «Сонця, що сходить», і застерігає інших від такої долі; однак у різних варіантах це то жінка (у тому числі в початковій фольклорної версії), то чоловік (у тому числі у версії The Animals). «Будинок Сонця, що сходить» одні розуміють як публічний будинок, інші як в'язницю, треті як шинок чи гральний будинок. Невідомо також, про реальну чи вигадану будівлю в Новому Орлеані йдеться. В місті в різний час в XIX столітті були два заклади з такою назвою, але обидва проіснували недовго, і про їх погану репутацію нічого не відомо. Ні та, ні інша будівля не збереглися.
Відомий фольклорист і збирач блюзу Алан Ломакс писав у 1941 році, що слова цієї пісні (на музику традиційної англійської балади) написані двома жителями Кентуккі — Джорджією Тернер і Бертом Мартіном. Є й інші версії походження пісні. Перший відомий запис здійснено у 1934 році. Пісню виконували багато блюзменів 1930—1940-х (у тому числі в одному з варіантів Лідбеллі записаному безпосередньо перед смертю), а потім величезна кількість рок- і поп-музикантів другої половини XX—початку XXI століття.

## Версія групи The Animals
Найбільшу популярність отримала версія The Animals, хоча за два роки до того цей хіт записав Боб Ділан (1962), версію якого Animals аранжували (своєю чергою Ділан «запозичив» аранжування у Дейва Ван Ронка).
В інтерв'ю Ерік Бертон розповів, що він вперше почув цю пісню в клубі Ньюкасла (Англія), де її виконував фолк-співак Джонні Рундле.
'The Animals', записавши свою версію балади, безсумнівно, використовували версію Дейва ван Ронка, записану Бобом Діланом. Деякі факти підтверджують цю гіпотезу: загальна схожість, також обидві балади виконані в другорядному ключі; Крім того, The Animals використовувала другу пісню, яку вони також знайшли на першому альбомі Ділана 'Baby, Let Me Follow You Down', який у своїй версії мав назву 'Baby Let Me Take You Home'. Обидві ці пісні були 'Ван Ронка'.
Animals записали свою версію 18 травня 1964 р. Сингл з піснею вийшов у Великій Британії на лейблі Колумбія (DB 7301), а в США — MGM (MGM 13264). Це був найдовший сингл, з усіх, що вийшли досі. Оригінальна англійська версія тривала 4 хвилини і 29 секунд, а американська версія тривала 2 хвилини і 58 сек.
Британці ніколи не випускали пісню у звичайному альбомі, а американці випустили скорочену версію у дебютному альбомі 'The Animals' в 1964 році та оригінальну версію 'The Best of the Animals' в 1966 році.
У фільмі «No Direction Home» ван Ронк також докладно розповідає про колізії з записом «House Of The Rising Sun».